# Olivella ephamilla
Olivella ephamilla is een slakkensoort uit de familie van de Olividae. De wetenschappelijke naam van de soort is voor het eerst geldig gepubliceerd in 1882 door Watson.